# 馬鉁

马鉁（1888年4月27日—1963年3月20日），字少坡，白族，中华民国陆军中将，出生于云南洱源的马氏家族，马金墀之长子。

## 生平
马鉁于1909年9月考入云南陆军讲武堂丙班第二队学习，1910年7月选考入云南陆军讲武堂特别班步兵科继续学习，1911年9月毕业后在陆军第十九镇步队第三十八协第七十五标任见习官，11月1日参加“临安起义”，11月2日派任南军步兵第3营排长，12月升任连长。1912年3月所部编入云南陆军步兵第3联后升任第2大队大队长（12月改任云南陆军步兵第3团第2营少校营长），1913年10月因“临安兵变”被军法裁判撤职查办后改任云南陆军讲武学校步兵第2区队少校区队长。护国战争期间前夕调任云南陆军步兵第5团中校团附，1916年2月调升云南陆军步兵第20团（1917年2月所部改称云南陆军步兵第9团，当年3月兼任云南陆军第3卫戍区第2分区司令官）上校团长，12月被黎元洪晋授陆军步兵上校官位，并获颁三等文虎勋章。1918年2月专任云南陆军第3卫戍区第2分区上校司令官，3月调任叙府卫戍司令部上校参谋长，1919年3月调任靖国军第5混成旅上校参谋长，5月调任云南督军公署上校参谋，10月奉派前往日本，12月以陆军步兵中尉待遇进入位于青山县的日本陆军步兵第一联队见学。1921年1月回国时因唐继尧首次下野被免职赋闲，3月被顾品珍任命为滇军总司令部上校参军。唐继尧二次回滇池后再度离职赋闲，4月被任命为靖国军总司令部参谋处第1部（所部于1922年8月改组为云南省公署参谋处第1部）上校参谋，7月兼任云南陆军近卫军教练处教练官，9月兼任临时戒严司令部参谋长。1924年4月兼任昆明市政公所会办（1928年4月升任督办），9月调升建国联军第5军少将参谋长，12月兼任云南市政丞。1926年3月兼任云南省公署清收欠公款委员会委员。1928年8月国民政府改组昆明市政督办公署为昆明市政府，成为昆明建市以来的首任市长。1929年4月兼任讨逆军第十路总指挥部中将参谋长，10月调任讨逆军第十路总指挥部宪兵司令部中将司令官，1931年4月因病辞职后改任讨逆军第十路总指挥部中将参军。1934年1月出任云南全省团务督练处中将副处长，抗日战争全面爆发后升任中将处长并兼任云南省义勇壮丁队办事处主任、义勇壮丁直属支队支队长等职。1939年4月云南完成抗日战争期间兵役机构设立后，调任任昆昭师管区中将司令兼昆明团管区司令，1942年9月因病疗养后调任云南军管区中将附员，1944年6月出任云南军管区少将副司令，1945年12月升任云南军管区中将副司令，1946年11月28日以陆军中将官位退役后在卢汉授意下仍长期担任该职。1949年7月卢汉宣布撤销云南兵役机构后调为云南绥靖公署中将总参议、云南省政府顾问，同年10月随侍父亲赴香港治病后因时局变化定居于此，1963年3月20日在香港逝世。

## 家庭
由于马鉁与兄弟马锳、马崟皆为民国将官，故有“一门三将，三迤一家”之称。
他的孙女马世云为美国加州华裔政治人物，现任加州财政部部长，前加州众议院执行议长。